# 857 (szám)
A 857 (római számmal: DCCCLVII) egy természetes szám, prímszám.

## A szám a matematikában
A tízes számrendszerbeli 857-es a kettes számrendszerben 1101011001, a nyolcas számrendszerben 1531, a tizenhatos számrendszerben 359 alakban írható fel.
A 857 páratlan szám, prímszám. Normálalakban a 8,57 · 102 szorzattal írható fel.
Pillai-prím.
A 857 négyzete 734 449, köbe 629 422 793, négyzetgyöke 29,27456, köbgyöke 9,49861, reciproka 0,0011669. A 857 egység sugarú kör kerülete 5384,68981 egység, területe 2 307 339,583 területegység; a 857 egység sugarú gömb térfogata 2 636 520 030,0 térfogategység.
A 857 helyen az Euler-függvény helyettesítési értéke 856, a Möbius-függvényé −1.